# Sialis klingstedti
Sialis klingstedti is een insect uit de familie Sialidae, die tot de orde grootvleugeligen (Megaloptera) behoort. De soort komt voor in Sovjet-Unie.